# 諏訪市立蓼科保養学園
諏訪市立蓼科保養学園（すわしりつたてしなほようがくえん）は、児童福祉法（昭和22年法律第164号）及び地方自治法（昭和22年法律第67号）の規定に基づいて長野県茅野市北山小斉に設置されていた、同県諏訪市の児童福祉施設（地方自治法244条の3の区域外施設）。新型コロナウイルス禍の影響と施設の老朽化により2022年度末（2023年3月31日）をもって閉園となった。

## 概要
蓼科保養学園は、身体の虚弱な児童の健康増進を図るために1923年（大正12年）に諏訪市高島小学校の校医だった小沢侃二が蓼科で保養訓練を行うために創設された。
その後、1948年（昭和23年）に諏訪市に寄贈され、1952年（昭和27年）から虚弱児施設として運営されてきた。1988年（昭和63年）には諏訪市の児童福祉施設となった。
新型コロナウイルス禍の影響により、令和2年度冬季から休園（受け入れ中止）となり、施設も老朽化していたことから2022年度末（2023年3月31日）をもって閉園となった。卒園生は1万5千人を上る数となった。
2024年（令和6年）に諏訪市は記念誌「蓼科保養学園の100年」をまとめた。

## 歴史
- 1923年（大正12年）- 学校医の小沢侃二が児童28人を引率して蓼科で1週間の保養訓練を実施（1944年まで継続）[5]。
- 1925年（大正14年） - 施設「同慶寮」を新設[5]。
- 1926年（大正15年） - 施設「慶福館」を新設[5]。
- 1948年（昭和23年）- 諏訪市に移管[5]。
- 1952年（昭和27年）- 児童福祉法に基づく施設「諏訪市立蓼科保養学園」として通年での運営開始[5]。
- 1968年（昭和43年） - 鉄筋コンクリート2階建て1棟、3階建て1棟の新園舎を建設[5]。
- 1988年（昭和63年）- 諏訪市単独で運営する児童福祉施設となる[5]。
- 2023年（令和5年）3月31日 - 閉園[2][4]

## 長期寄宿体験
諏訪市では市内小学校から小学5年生が蓼科保養学園に入園し、親元を離れ70日間の長期寄宿生活（生活体験、自然体験、社会体験を含む）を送るという独自の取り組みが行われた。1年を4月から4期（第1期から第4期までの各3か月）に分けて各期で男子20名、女子20名の計40名、年間計160名を受け入れていた。入園の条件は、親が入園を希望する者と学校の担任、養護教諭、校医が推薦する者とされたが、自主的に入園する児童が多かった。
施設には学校を併設して学習指導要領に基づく教育を少人数学級（2学級、各20人）で行った。
長期寄宿体験の生活は日課表に沿って行われ、ホームと呼ばれる部屋で4人から5人で共同生活を行う。清掃は全員の分担制で、食事の配膳も当番制で行った。
毎日、朝と夕方の運動の時間が設けられ、マラソンや竹馬に取り組むプログラムが設けられていた。マラソンに関しては70日間で計215km走破することが目標とされ、児童ごとに走行距離を生活日記に記録する。また、竹馬は児童が自ら使用するものを作製し、学園独自の検定（5級から1級、初段から5段の10段階）が設けられていた。
なお、以下のような行事が実施された。
- 全期共通 - 竹馬づくり・検定会、蓼科湖マラソン、ネイチャーゲーム、オリエンテーリング、バイキング給食、お楽しみ会
- 第1期 - もちつき会、お花見会、遠足、ますつかみ
- 第2期 - キャンプ、夏祭り、ますつかみ
- 第3期 - もちつき会、遠足、ますつかみ
- 第4期 - もちつき会、豆まき会、卓球会、スキー教室、食育・料理教室

## 職員
職員は、園長1名、児童指導員2名、保育士4名、看護師1名、栄養士1名、支援員1名、教員2名，調理員3名、庁務員1名、嘱託医2名の計18名だった（2020年時点）。

## 歌「いつの日にかどこかで」
学園の卒園式では、各自の夢を歌にのせて、「いつの日にかどこかで」という歌を斉唱する。
また、この歌は退園後、CDにて入園児童に学校を通じて配布される。